# Babice (Olbramovice)
Babice (Duits: Babitz of Babitz bei Olbramowitz) is een Tsjechische plaats in de gemeente Olbramovice, regio Midden-Bohemen, en maakt deel uit van het district Benešov. Het dorp ligt op 2 kilometer afstand van Olbramovice.
Babice telt 1 inwoner (2021).

## Geschiedenis
De eerste schriftelijke vermelding van het dorp dateert van 1549.
In 1781 behoorde de boerderij, na gedurende de zestiende tot achttiende eeuw verschillende malen van eigenaar te zijn gewisseld, toe aan de familie Nevařil. Václav Nevařil ontdekte in 1928, tijdens de bouw van een schuur, restanten van een heidense begraafplaats. Tijdens de Tweede Wereldoorlog richtte hij een illegale verzetsbeweging op en na de onthulling daarvan werd hij in Dresden geëxecuteerd. Een monument ter herinnering aan deze gebeurtenis staat bij de ingang van de boerderij.
Van 1850 tot 1890 was Babice onderdeel van de inmiddels voormalige gemeente Srbice, van 1900 tot 1950 van de eveneens voormalige gemeente Křešice en sinds 1961 maakt het dorp deel uit van de gemeente Olbramovice. Sinds 1945 is Babice volledig ondergebracht bij het district Benešov. Anno 2025 resteert nog slechts één boerderij met woonhuis en een ruiterclub in het dorp.

## Landschap
De boerderij is grotendeels omgeven door paardenweiden, waar ook Ruiterclub Babice gevestigd is. Een kleiner deel van het weidelandschap bestaat uit schapenweiden.

## Verkeer en vervoer

### Autowegen
Er leidt een regionale weg naar het dorp.

### Spoorlijnen
Er is geen station in Babice. Het dichtstbijzijnde station is in Vrchotovy Janovice, op één kilometer afstand. Dat station ligt aan spoorlijn 220 van Praag naar Tábor en České Budějovice, en spoorlijn 223 naar Sedlčany.
Spoorlijn 220 is dubbelsporig en maakt deel uit van het Europese spoorsysteem. Tussen 2010 en 2013 werd de lijn grondig gemoderniseerd, waarbij sommige gedeelten verplaatst werden, om zo een minder bochtig tracé te creëren. Eind 2015/begin 2016 werd het oude tracé omgebouwd tot fietspad, om Votice, Olbramovice en Bystřice te verbinden.

### Buslijnen
Er is geen bushalte in Babice. De dichtstbijzijnde bushalte is in Vrchotovy Janovice, op ongeveer twee kilometer afstand:
| Halte                           | Lijn(en)    | Traject(en)                                             | Vervoerder(s)                          |
| ------------------------------- | ----------- | ------------------------------------------------------- | -------------------------------------- |
| Vrchotovy Janovice, u Sokolovny | 452 566 757 | Benešov - Mladá Vožice Vojkov - Votice Benešov - Votice | CŠAD Benešov CŠAD Benešov CŠAD Benešov |

## Bezienswaardigheden
- Monument voor Václav Nevařil

## Galerij

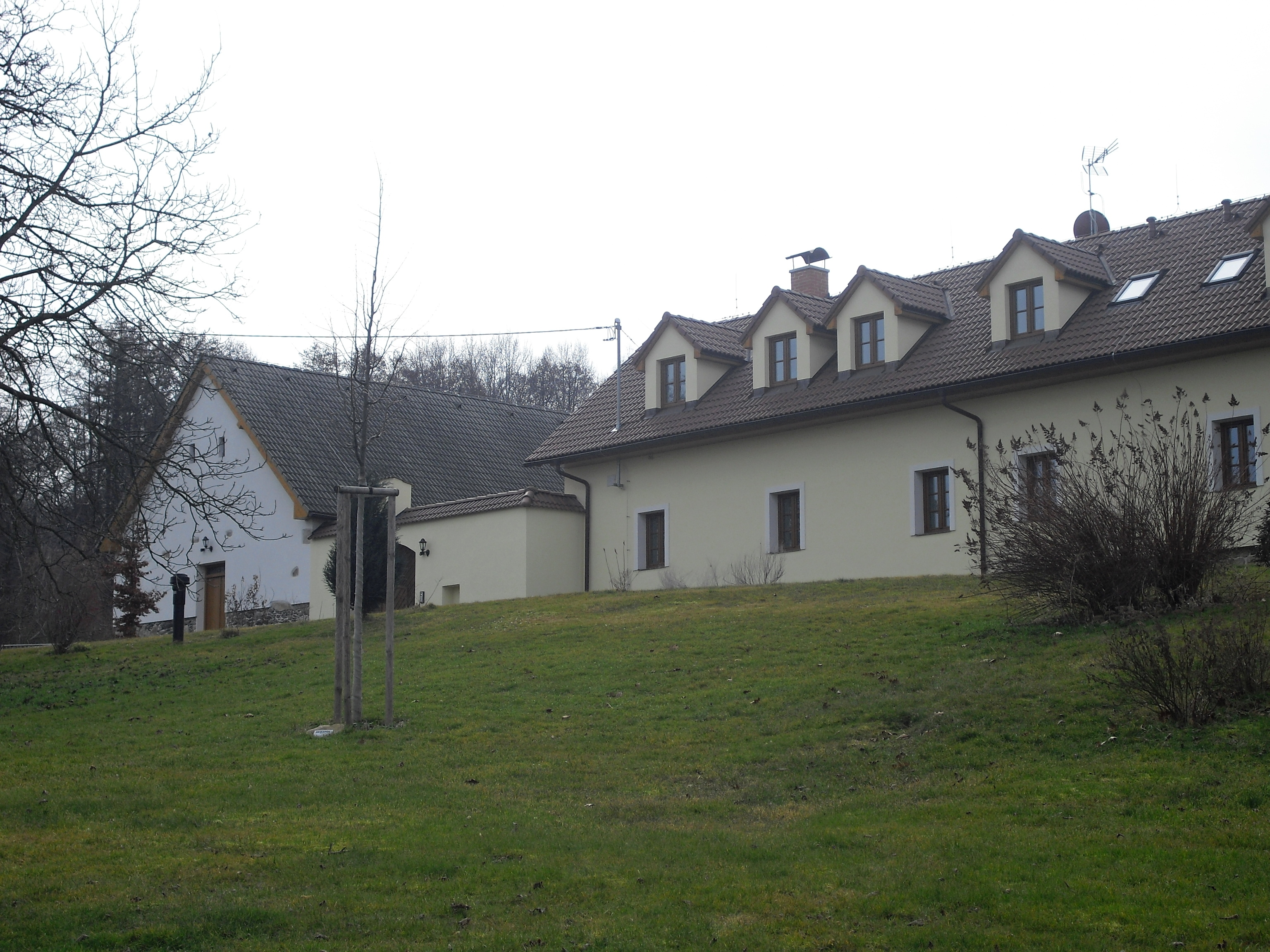
Boerderij met woonhuis (2014)
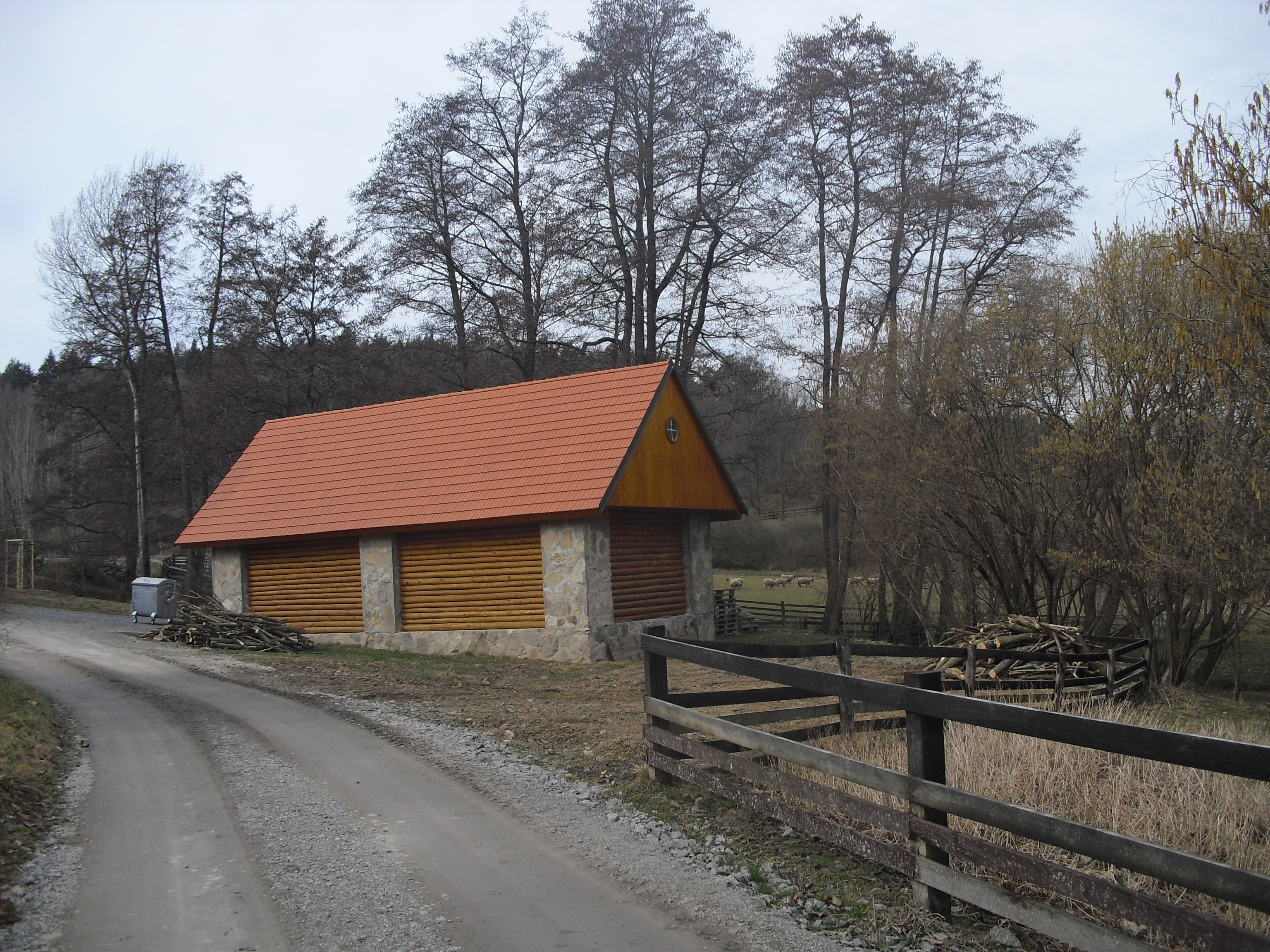
Bijgebouw van de boerderij (2014)
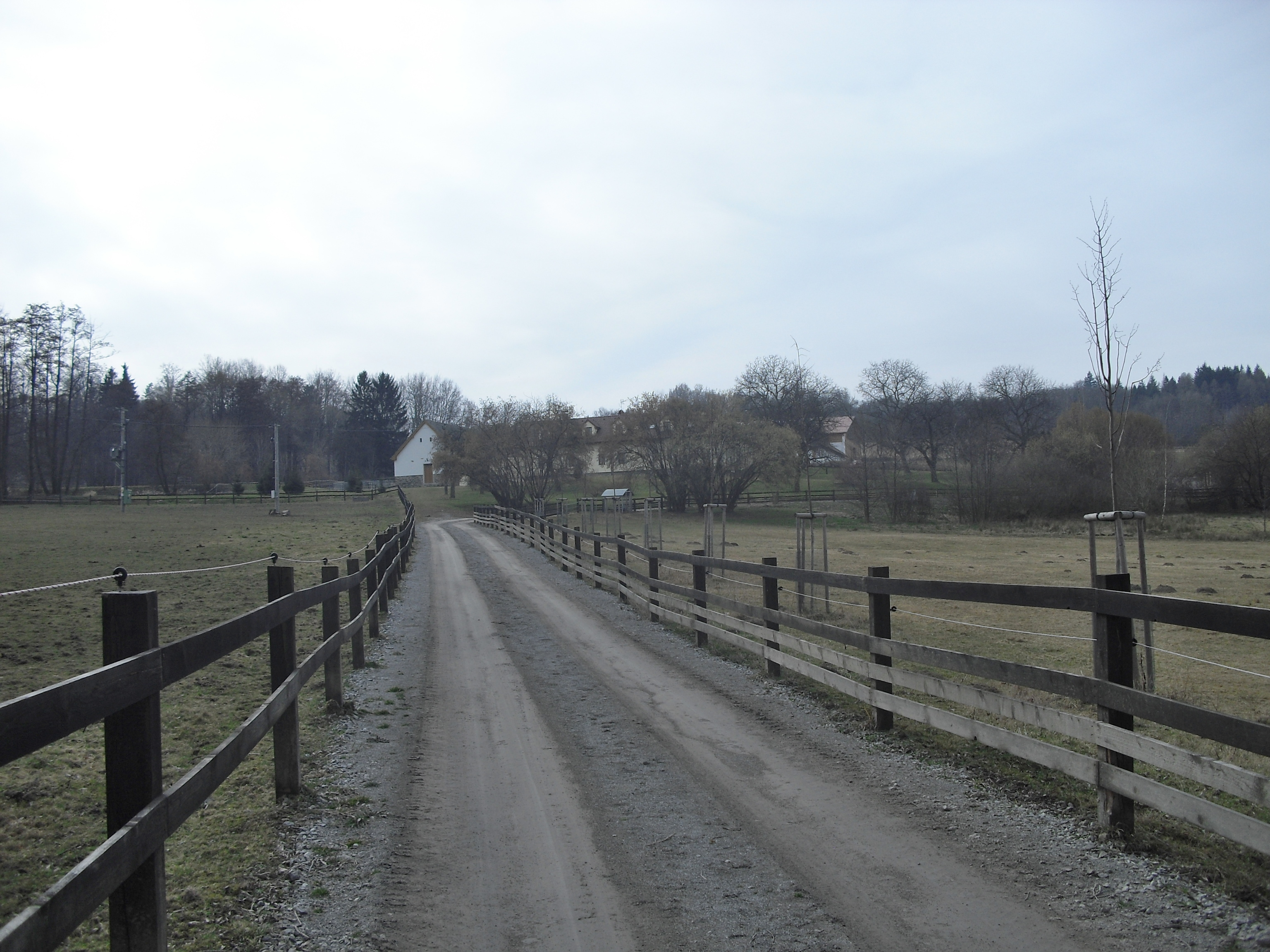
Toegangsweg tot Babice (2014)